# Max Friedrich Kieschke
Max Friedrich Kieschke (ur. 5 września 1849, zm. 7 marca 1908 w Mentonie we Francji) – niemiecki prawnik i urzędnik kolejowy.

## Życiorys
Rodzicami byli – Julius Friedrich Kieschke (1819-1895), nadburmistrz Królewca (1867-1872) oraz Bertha Mathilde Juliane Funk (1823-1895).
Po uzyskaniu tytułu doktora praw, w 1879 wstąpił do pruskiej administracji kolejowej, zajmując szereg funkcji kierowniczych m.in. w Królewcu (1881–1883), Weissenfels (1883-1886), Berlinie (1886-1887), Hanowerze (1887-1891), dyrektora Kolejowego Zakładu Wykonawczego w Nysie (Kgl. Eisenbahn-Betriebsamt Neisse) (1891-1903), oraz prezesa Dyrekcji Kolei w Poznaniu (1903–1905), i Dyrekcji Kolei w Essen (1905-1908). Zmarł na atak serca przebywając na wczasach w Mentonie. Pochowany na cmentarzu Alter Zwölf-Apostel-Friedhof w Berlinie-Schöneberg.